# Mato Andrić (kipar)
Mato Andrić (Garevac, 3. listopada 1952.), hrvatski akademski kipar i slikar rodom iz Garevca. Živi i radi u Petrinji.

## Životopis
Rodio se u Garevcu. Sin je Iljke (Mamuzića) iz zaseoka Lužana.
U Garevcu je proveo djetinjstvo. Školske sate Andrić je provodio u zgradi današnje Napretkove Otvorene kuće i nekadašnje osnovne škole koja je domaćin međunarodnog Posavskog umjetničkog likovnog simpozija PULS. Osnovnu školu pohađao u Garevcu. Srednju školu pohađao je u Modriči. Diplomirao 1982. godine na Akademiji likovnih umjetnosti u Sarajevu u klasi profesorā Zdenka Grgića, Alije Kučukalića i Koste Angelija Radovanija. Poslijediplomski studij završio je 1987. na Akademiji likovnih umjetnosti u Ljubljani, u klasi profesora Drage Tršara. U Zagrebu je živio i radio od 1982. do 1996. godine. U Parizu je bio na studijskom boravku 1984. godine. Po dolasku u pariški atelje odmah je stvarao, nacrtavši nekoliko ekspresionističkih crteža koje je radio u crno-bijeloj tehnici. Domaćinima se svidjelo djelo ovog Garevljanina pa je izložio svoje radove pariškoj publici. Do 1991. djelovao kao profesionalni umjetnik, a od 1991. predavao likovnu kulturu. Na Akademiji likovnih umjetnosti Sveučilišta u Zagrebu. potvrđen mu je izbor u zvanje predavača za umjetničko područje, polje likovnih umjetnosti, umjetničke grane kiparstva 2001. godine.<ref name="garevac.net"/ > Od 1996. živi i radi u Petrinji. Djela je izlagao u zemlji i inozemstvu. Ukupno je do rujna 2008. imao 14 samostalnih izložbi i preko 40 kolektivnih. Sudionik je svjetske izložbe male plastike u keramici.
Članom Hrvatske zajednice samostalnih umjetnika od 1983. godine. Sudionik brojnih likovnih kolonija u zemlji i inozemstvu. Odazvao se na brojne donatorske izložbe.

## Djela
Likovni mu je izraz figuracija. Najviše se bavi skulpturom. Baštinik je kiparske i slikarske tradicije, ali u svoje slike, crteže i skulpture istovremeno unosi i suvremene elemente, ne onako kako izgledaju u stvarnosti, nego ih preoblikuje na svoj način i likovno prenosi u volumen. Veli da se izražava stiliziranim volumenom. U njegovim radovima prevladava motiv suvremene žene.
Iskipario je nekoliko kipova u javnom prostoru te sakralnih skulptura u crkvama u zemlji i inozemstvu. Djela su mu u fundusima brojnih galerija te privatnih zbirki.

## Nagrade
Dobio je mnoge nagrade i priznanja u zemlji i inozemstvu za svoj dugogodišnji plodan rad.

## Vanjske poveznice
- Facebook Mato Andrić, akademski kipar